# Округ Квитман (Џорџија)
Округ Квитман (енгл. Quitman County) је округ у америчкој савезној држави Џорџија.

## Демографија
По попису из 2010. године број становника је 2.513, што је 85 (-3,3%) становника мање 2000. године.
| Група             | 2000.         | 2010.         |
| Белци             | 1.351 (52,0%) | 1.265 (50,3%) |
| Афроамериканци    | 1.218 (46,9%) | 1.204 (47,9%) |
| Азијати           | 1 (0,0%)      | 2 (0,1%)      |
| Хиспаноамериканци | 13 (0,5%)     | 34 (1,4%)     |
| Укупно            | 2.598         | 2.513         |